# Prundu Bârgăului
Prundu Bârgăului – wieś w Rumunii, w okręgu Bistrița-Năsăud, w gminie Prundu Bârgăului. W 2011 roku liczyła 4345 mieszkańców.